# Socijaldemokratska stranka Bosne i Hercegovine
Socijaldemokratska stranka Bosne i Hercegovine bila je politička stranka socijaldemokratske orijentacije u Bosni i Hercegovini pod austrougarskom upravom osnovana sredinom 1909. Vođa SDS-a BiH bio je Sreten Jakšić.
Nastala je od predstavnika sindikata i radničkih skupina, a većinu članstva na početku su činili strani radnici, dovedeni iz drugih dijelova Austro-Ugarske. Zbog toga je uglavnom bila marginalizirana, a za službenu ideologiju uzela austromarksizam.
Pripreme za osnivanje Socijaldemokratske stranke Bosne i Hercegovine počele su 1908., neposredno nakon aneksije, u listopadu 1908. godine vodeći ljudi radničkog pokreta započeli su rad na osnivanju Socijaldemokratske stranke Bosne i Hercegovine. kada je pripremljen program stranke. Pripremljen je na hrvatskome i njemačkome jeziku, koji je sarajevska radnička skupština podržala krajem godine, dok je u siječnju sljedeće godine organiziran privremen stranački odbor. 
U travnju 1909. počelo je tiskanje stranačkog lista Glasa slobode, iako stranka još nije bila osnovana, iako je već bila prisutna u društvenome i političkome životu radnika. Nakon što su uspostavljeni svi uvjeti za osnivanje stranke, u Sarajevu je 28. i 29. lipnja održana osnivačka skupština SDS-a BiH. SDS BiH nije imala brojno članstvo, a njezin utjecaj u društvu bio je slab. U stranci je zadržan stav da se seljaci ne primaju u stranku, što je odmah spriječilo masovnost stranke zbog agrarnog karaktera bosanskohercegovačkog stanovništva. Stranka je imala oko 2000 članova, uglavnom radnika koji su dolazili iz većih industrijskih centara, a većina njih bila je iz Sarajeva. Ideologija stranke temeljila se na socijaldemokratskim idejama prisutinih u Europi u to vrijeme, u prvom redu Njemačkoj i Austrougarskoj, a od južnoslavenskih zemalja u Srbiji. Seljaci i njihovi problemi bili su uglavnom ignorirani. Marksizam je donekle utjecao na stranku, no kako je članstvo stranke bilo uglavnom radničko i slabo obrazovano, bilo je malo ljudi koji su bili upoznati s ideološkim postavkama marksizma. Međutim, prilike u Bosni i Hercegovini u to vrijeme nisu davale mogućnost razvoja jednoj radničkoj stranci. Program stranke nije imao u vidu revolucionarni preobražaj bosanskohercegovačkog stanovništva. Glavni cilj stranke bilo je uvođenje socijalizma, koji bi se, prema njima, ostvario kroz ostvarenje političkih sloboda, ravnopravnosti naroda, ostvarenje ekonomskog blagostanja radnika, preuzimanje vlasti kroz parlamentarnu borbu i rješavanje agrarnog pitanja u potpunu korist seljaka. Međutim, najviši cilj stranke bilo je ostvarenje "internacionalnog socijalističkog društva". Međutim, kako SDS BiH nije imala svoju bazu uporišta zbog malog broja radništva, prilike za ostvarenje tih planova nisu postojale. Drugi problem za SDS BiH bio je i nepovoljan izborni sustav za jednu multinacionalnu političku stranku. SDS BiH je također zahtijevala proširenje ovlasti Bosanskog sabora na sva pitanja koja se tiču Bosne i Hercegovine te da vlada Bosne i Hercegovine bude odgovorna Saboru. SDS BiH je borbu za radnička prava prepustila sindikatima, a orijentira se borbi za politička prava u sklopu njih te, između ostalog, zahtijeva donošenje modernog demokratskog ustava, opće pravo glasa i ukidanje konfesionalnog kurijalnog sustava kod izbora za Sabor. To je SDS BiH isticala i na javnim radničkim skupštinama i u svome glasilu Glasu slobode gdje traže da Sabor bude biran na temelju općeg, jednakog i trajnog neposrednog prava glasovanja. Stranka se nije bavila nacionalnim pitanjem, pa niti pitanjem seljaka te je zbog toga postala zatvorena. U početku Prvog svjetskog rata stranka je zadržala svoje pacifističke stavove, što joj šteti u atmosferi opće ratne euforije. Kada je počelo uništavanje imovine bosanskohercegovačkih Srba po gradovima, SDS BiH je osudila takvo djelovanje. Ideološki je stranka ojačala povratkom ratnih zarobljenika iz Rusije koji su bili ideološki obrazovani i uvodili nove metode agitacije i organiziranja. Kroz svoje postojanje nije nikada dobila predstavnika u Bosanskom saboru, pa niti predstavnika u općinskim predstavništvima većih gradova. Nakon raspada Austrougarske Monarhije, Socijaldemokratska stranka Bosne i Hercegovine poslala je svoje izaslanstvo na Kongres ujedinjenja u Beogradu u travnju 1919., gdje su se socijalističke stranke južnoslavenskih zemalja ujedinile u novu stranku, Socijalistička radnička partija Jugoslavije.
Nakon raspada Austro-Ugarske i formiranja Kraljevstva SHS dio njezinih članova priključio se je novostvorenoj Komunističkoj partiji Jugoslavije.
Na njezinu tradiciju poziva se današnji SDP BiH.